# Canoa/kayak ai Giochi della XI Olimpiade - K1 10000 metri
La competizione del K1 10000 metri di Canoa/kayak ai Giochi della XI Olimpiade si è disputata il giorno 7 agosto 1936 al bacino di Grünau, Berlino.

## Risultati
| Pos.    | Atleta             | Nazione        | Tempo   |
| ------- | ------------------ | -------------- | ------- |
| Oro     | Ernst Krebs        | Germania       | 46'01"6 |
| Argento | Fritz Landertinger | Austria        | 46'14"7 |
| Bronzo  | Ernest Riedel      | Stati Uniti    | 47'23"9 |
| 4       | Ko van Tongeren    | Paesi Bassi    | 47'31"0 |
| 5       | Evert Johansson    | Finlandia      | 47'35"5 |
| 6       | František Brzák    | Cecoslovacchia | 47'36"8 |
| 7       | Bruno Lips         | Svizzera       | 48'01"2 |
| 8       | Elio Sasso Sant    | Italia         | 49'20"0 |
| 9       | Nils Wallin        | Svezia         | 49'48"7 |
| 10      | Josip Zidarn       | Jugoslavia     | 50'31"0 |
| 11      | Louis Maes         | Belgio         | 51'31"8 |
| 12      | Péter Szittya      | Ungheria       | 52'16"8 |
| 13      | Jules Mackowiak    | Francia        | 52'56"0 |
| 14      | William Williamson | Canada         | 54'05"7 |
| 15      | Helge Nielsen      | Danimarca      | 56'43"9 |